# Journal of American Studies
Het Journal of American Studies is een internationaal, aan collegiale toetsing onderworpen wetenschappelijk tijdschrift op het gebied van de amerikanistiek. Het behandelt de geschiedenis, literatuur, politiek en cultuur van de Verenigde Staten en beschikt over een sectie met boekrecensies. Hoewel het een academisch tijdschrift is, bereikt het ook een algemeen lezerspubliek met een interesse in de VS.
Het wordt sinds 1967 namens de British Association for American Studies uitgebracht door Cambridge University Press en verschijnt vier keer per jaar. De naam wordt in literatuurverwijzingen meestal afgekort tot J. Am. Stud.